# North American Soccer League (2011–2017)
North American Soccer League (NASL) – piłkarska liga zawodowa, drugi szczebel rozgrywkowy w Stanach Zjednoczonych, Kanadzie i Portoryko, organizowana przez USSF. Pierwszy sezon tych rozgrywek rozpoczął się 9 kwietnia 2011. Zastąpiła ona USL First Division.
Liga założona została w roku 2009 po tym, jak wiele klubów zdecydowała się odejść z organizacji United Soccer Leagues po tym, jak pojawiła się informacja o sprzedaży tej instytucji w ręce Holdingu NuRock Soccer. Oficjalna nazwa ligi ogłoszona została 23 listopada 2009 roku.
Przewidywany start inauguracyjnego sezonu miał mieć miejsce w kwietniu 2010, ale ostatecznie USSF zdecydowała o opóźnieniu startu nowej ligi o sezon.
Ostatecznie pierwszy sezon NASL wystartował 9 kwietnia 2011 i składała się z ośmiu drużyn dawniej należących do USL First Division i USL Second Division.

## Formuła rozgrywek
NASL jest (podobnie jak MLS) ligą zamkniętą. Oznacza to, że nie ma w niej spadków i awansów. Kluby mogą oczywiście ubiegać się o grę w MLS. Zrobił to zespół Montreal Impact, który w 2011 roku zrezygnował z gry w NASL po uzyskaniu licencji na grę w MLS.
Przez pierwsze dwa sezony w lidze każdy zespół rozgrywał po 14 domowych i wyjazdowych spotkań, grając z każdym przeciwnikiem po 4 razy. Do fazy play-off kwalifikowało się najlepszych sześć zespołów, przy czym dwa najlepsze z nich rozpoczynały rywalizację od półfinałów, natomiast cztery pozostałe musiały rozegrać dodatkową rundę. Półfinały i finał grane były w formie dwumeczu.
Od sezonu 2013 liga wzorem niektórych rozgrywek z Ameryki Południowej, składać się będzie z dwóch rund, z wiosennej i jesiennej. Zwycięzcy tych rund zagrają o mistrzostwo ligi w Soccer Bowl 2013, którego gospodarzem będzie zwycięzca wiosennej rundy. Od rundy jesiennej rywalizację rozpocznie New York Cosmos.

## Zwycięzcy

### Pojedynczy sezon
| Season | NASL Championship Series | Puchar Woosmana       |
| ------ | ------------------------ | --------------------- |
| 2011   | Minnesota Stars          | Carolina RailHawks    |
| 2012   | Tampa Bay Rowdies        | San Antonio Scorpions |

### Łączony sezon
| Sezon | Runda wiosenna      | Runda jesienna        | Soccer Bowl           | Puchar Woosmana    |
| ----- | ------------------- | --------------------- | --------------------- | ------------------ |
| 2013  | Atlanta Silverbacks | New York Cosmos       | New York Cosmos       | Carolina RailHawks |
| 2014  | Minnesota United    | San Antonio Scorpions | San Antonio Scorpions | Minnesota United   |
| 2015  | New York Cosmos     | Ottawa Fury           | New York Cosmos       | New York Cosmos    |
| 2016  | Indy Eleven         | New York Cosmos       | New York Cosmos       | New York Cosmos    |
| 2017  | Miami FC            | Miami FC              | San Francisco Deltas  | Miami FC           |

## Inne rozgrywki
Zespoły występujące w NASL występują również w U.S. Open Cup. Zespoły z drugiego poziomu rozgrywkowego mają nieco sukcesów w tym czempionacie, najsłynniejszy miał miejsce w 1999, kiedy to Rochester Rhinos wygrali ten turniej. W 2008 roku Charleston Battery również dotarło do finału tych rozgrywek, ale uległo w nim D.C. United. W inauguracyjnym sezonie 2011 drużyny z NASL nie uczestniczyły w U.S. Open Cup, ale powróciły do niego rok później, osiągając wówczas też pewne sukcesy (ćwierćfinał osiągnięty przez Carolina RailHawks.
Kanadyjskie zespoły z NASL, czyli FC Edmonton i Ottawa Fury FC występują również w Mistrzostwach Kanady. Zwycięzca tych rozgrywek zyskuje prawo do gry w Lidze Mistrzów.
Zespoły uczestniczą też w innych rozgrywkach. Minnesota United FC oraz FC Edmonton uczestniczą we Flyover Cup. Tampa Bay, Ft. Lauderdale i Puerto Rico Islanders uczestniczą regularnie od 2006 roku w Ponce De Leon Cup. Natomiast Puchar Woosmana przyznawany jest co roku przez kibiców NASL drużynie, która zgromadziła w danym sezonie najwięcej punktów.

## Zespoły

### Obecnie występujące
| Zespoły                  | Miasto              | Stadion                  | Data założenia | Data dołączenia | Trener             |
| ------------------------ | ------------------- | ------------------------ | -------------- | --------------- | ------------------ |
| Atlanta Silverbacks      | Atlanta, GA         | Atlanta Silverbacks Park | 1998           | 2011            | wakat              |
| Carolina RailHawks       | Cary, NC            | WakeMed Soccer Park      | 2006           | 2010            | Colin Clarke       |
| FC Edmonton              | Edmonton, AB        | Clarke Stadium           | 2010           | 2011            | Colin Miller       |
| Fort Lauderdale Strikers | Fort Lauderdale, FL | Lockhart Stadium         | 2006           | 2010            | Günter Kronsteiner |
| Indy Eleven              | Indianapolis, IN    | Carroll Stadium          | 2013           | 2014            | Juergen Sommer     |
| Minnesota United         | Blaine, MN          | National Sports Center   | 2010           | 2010            | Manny Lagos        |
| New York Cosmos          | Hempstead, NY       | James M. Shuart Stadium  | 2010           | 2013            | Giovanni Savarese  |
| Ottawa Fury              | Ottawa, ON          | Frank Clair Stadium      | 2011           | 2014            | Marc Dos Santos    |
| San Antonio Scorpions    | San Antonio, TX     | Toyota Field             | 2010           | 2012            | Alen Marcina       |
| Tampa Bay Rowdies        | St. Petersburg, FL  | Progress Energy Park     | 2008           | 2010            | Ricky Hill         |

### Planowane
| Zespół                 | Miasto            | Stadion                 | Data ogłoszenia | Data dołączenia | Trener |
| ---------------------- | ----------------- | ----------------------- | --------------- | --------------- | ------ |
| Jacksonville NASL Team | Jacksonville, FL  |                         | 2013            | 2015            |        |
| Oklahoma City          | Oklahoma City, OK | Taft Stadium            | 2013            | 2015            |        |
| Virginia Cavalry       | Ashburn, VA       | Edelman Financial Field | 2012            | 2015            |        |

### Dawniej występujące
| Zespół                | Miasto      | Stadion                     | Data dołączenia | Ostatni sezon | Status                                                  |
| --------------------- | ----------- | --------------------------- | --------------- | ------------- | ------------------------------------------------------- |
| Montreal Impact       | Montreal    | Saputo Stadium              | 2011            | 2011          | Zespół o tej samej nazwie i właścicielu dołączył do MLS |
| Puerto Rico Islanders | Bayamón, PR | Juan Ramón Loubriel Stadium | 2011            | 2012          | Przerwa w działalności                                  |

## Zarząd
Ze strony NASL
- Bill Peterson – komisarz
- Rishi Sehgal – dyrektor rozwoju biznesowego i główny prawnik
- Kartik Krishnaiyer – dyrektor komunikacji i PR
- Darren McCartney – dyrektor operacji